# Rio Meão
Rio Meão est une paroisse civile portugaise (en portugais : freguesia) de la municipalité de Santa Maria da Feira dans le district d'Aveiro.

## Géographie
Rio Meão est située à l'ouest de la municipalité de Santa Maria da Feira et au nord-est de la localité du même nom, entre l'autoroute A1 et l'itinéraire complémentaire 1. Son territoire est limitrophe de la municipalité d'Ovar.

## Démographie
Lors du recensement de 2021, Rio Meão compte 4 813 habitants.